# Route nationale 165
Pour les articles homonymes, voir Route 165.
La route nationale 165, ou RN 165, est une route nationale française reliant Nantes à Brest.

## Historique
L'ancienne route royale de Nantes à Brest, via Hennebont et Quimper, passait par Lanvéoc, le trajet vers ou depuis Brest se faisant en bateau à travers la Rade de Brest, mais un autre itinéraire reliant Quimper et Brest via Landerneau fut aménagé au XIXe siècle.
À l'origine, la RN 165 reliait Nantes à Audierne. De 1811 à 1824, elle était classée sous le numéro 185 (route impériale 185),.
Le projet de désenclavement de la Bretagne lancé durant les années 1960 allait changer le cours de cette nationale : voie express prévue par le plan routier breton, elle fut progressivement mise en 2×2 voies (ainsi que la RN 170 entre Quimper et Daoulas et la RD 33 entre Daoulas et Brest) et relia Brest à Nantes, mais au départ sans aménagements de sécurité. Ainsi on pouvait trouver des carrefours à niveaux, un passage à niveau ferroviaire, des passages piétons (voire de troupeaux...), le tout sur cette route très circulante (110 km/h). De plus de nombreuses villes restaient à traverser (La Roche-Bernard, Auray, Quimper, Landerneau...). 
La situation s'est notablement améliorée durant les années 1980-1990 avec la sécurisation de l'axe et l'ouverture des rocades manquantes. L'aménagement de cet axe aura duré près de 40 ans.

### Projet d'autoroute
Un projet prévoyait de passer la RN 165 sous statut autoroutier (A82). En septembre 2014, ce projet est officiellement abandonné, la préfecture de Bretagne déclarant que « la mise aux normes autoroutières des routes nationales bretonnes est un projet qui avait été étudié dans les années 80 - 90 mais qui n'est plus à l'ordre du jour », même si certains des travaux qui faisaient partie du plan de mise aux normes autoroutières restent à l'ordre du jour.
À noter que la section entre Quimper et Douarnenez avait été renommée RN 765 en 1977 mais avait été très vite déclassée, tandis que la RN 170 entre Quimper et Brest avait purement et simplement été renommée en RN 165 jusqu'à l'ouverture du Pont de l'Iroise près de Brest (en 1994).

## Voie express
La route est en 2×2 voies de Nantes à Savenay avec une section à 2×4 voies sur 1,5 km avant l'échangeur de la Moëre (bifurcation avec la route nationale 171 permettant de rejoindre Saint-Nazaire). La section Nantes - Saint-Etienne-de-Montluc sera aménagée pour passer en 2x3 voies comme inscrit dans le Contrat Plan État - Régions.
La section avoisinant Lorient est l'une des plus fréquentées : en 2006 les travaux ont été achevés pour créer deux voies parallèles de 2×2 voies chacune pour séparer le trafic régional du trafic local, notamment en doublant le franchissement sur le Scorff.
Entre Daoulas et Brest, la voie express suit le tracé de la départementale 33.

### Sorties
- Échangeur entre Périphérique de Nantes A844 et A82 +   Début de l'A82.
- 1 Porte d'Orvault - D 75 à 0,5 km (depuis et vers le périphérique) : Orvault, Hôpital Nord-Laennec
- 2 Sautron - D 965 à 2 km (depuis et vers Brest) : Orvault, Saint-Herblain, Nantes, Sautron, Hôpital Nord-Laennec + L'A82 devient la RN165.
- Échangeur entre RN 165, A82 et RN 444 (depuis et vers Brest) : Bordeaux, Nantes, Saint-Herblain
  -  Section sur 4 files, dans le sens Nantes-Brest, sur 2 km (2+4 voies) à 5,5 km, puis réduction en 2x2 voies
- 3 Le Clair de Lune - D 93 : Saint-Étienne-de-Montluc, Sautron, Couëron
- Fin de section à accès réglementé, jusqu'à la  Sortie provisoire de Savenay-Lac.
- Aire de service Voie de service de La Roche (sens Nantes-Brest)
- 4 4 Nations - D 381 à 12 km : Vigneux-de-Bretagne, Saint-Étienne-de-Montluc
- 5 Le Temple de Bretagne - D 49 à 15 km (depuis Nantes et vers les deux sens) : Le Temple-de-Bretagne, Cordemais, Fay-de-Bretagne
- Aire de service Total (sens Nantes-Brest) à 16 km
- 6 La Croix Rouge - D 965 à 18 km (de et vers Brest) : Le Temple-de-Bretagne, Cordemais, Saint-Étienne-de-Montluc
- Intersections de La Quesnaudais, Chohonnais et Le Liévreau
- 7 La Croix Blanche - D 90 à 23 km : Malville, Bouée, Lavau-sur-Loire, Fay-de-Bretagne
- Chicane provisoire.
- Fin de chicane provisoire. Portion en 2x3 voies sur 2 km.
- Sortie provisoire Savenay-Lac à 25 km (depuis et vers Nantes) : Savenay
- Début de section à accès réglementé. À partir de la sortie provisoire de Savenay Lac jusqu'à la fin de la RN165, à Brest.
- Portion en 2x4 voies sur 2 km, jusqu'à l'échangeur de la Moëre.
- Échangeur entre RN165 et RN171 échangeur de la Moëre à 28 km (de et vers Nantes seulement): Saint-Nazaire, La Baule + retour en 2x2 voies par bifucation
- 8 La Justice - D 3 à 29 km : Savenay, Plessé
- 9 Le Tillon - D17 à 31 km : La Chapelle-Launay, Campbon
- 10 Sainte-Marie - D 100 à 34 km  : Prinquiau, Campbon
- 11 L'Abbaye - D16 à 40 km : Pontchâteau-Est, Sainte-Anne-sur-Brivet, Campbon
- 11.1 La Hirtais - D773 à 42 km (de et vers Brest) : Sainte-Anne-sur-Brivet, Besné, Donges, Saint-Nazaire, La Baule
- Pont sur  le Brivet.
- 12 Pontchâteau - D 773 à 43,5 km : Pontchâteau-Centre, Saint-Gildas-des-Bois, Redon
- 13 Beaulieu - D965 à 46 km : Pontchâteau-Ouest, Sainte-Reine-de-Bretagne, Herbignac,  Aire de service du Relais de Beaulieu (dans les deux sens)
- 14 La Chinoise - D2 à 51 km : Missillac, La Chapelle-des-Marais
- 15 La Ville Perrotin - D 965 à 58 km : La Roche-Bernard, Férel, Pénestin, La Chapelle-des-Marais, Sainte-Reine-de-Bretagne
- Passage du département de Loire Atlantique (région Pays de la Loire) à celui du Morbihan (région Bretagne)
- 16 Les Métairies - D 34 à 61 km : Nivillac, Saint-Dolay
- Pont du Morbihan sur  la Vilaine.
- Aire de repos de Marzan (dans les deux sens)
- 17 Bel Air - D 774 à 65 km : La Roche-Bernard, Marzan, Péaule, Herbignac, La Baule
- 18 La Corne du Cerf - D 139 à 71 km : Arzal, Camoël, Pénestin, Le Guerno, Questembert, Péaule
- 19 Pont Borec - D 5 à 76 km : Muzillac-Est, Billiers, Noyal-Muzillac
- 20 Terre Océan - D 20 à 79 km : Muzillac-Ouest, Ambon, Sarzeau, Damgan
- 21 Sainte-Juliette - D 140 à 84 km : Ambon, Damgan, La Trinité-Surzur, Lauzach, Berric, Questembert
- 22 Croix Lann - D 183 à 89 km : Sulniac, Surzur, La Trinité-Surzur
- 23 Theix - D116 à 93 km : Theix, Noyalo, Sarzeau, Treffléan, Sulniac
- Aire de service de Theix (dans les deux sens)
- 24 Bonnervo - D 780 à 96 km (de et vers Brest) : Noyalo, Sarzeau
- 25 Saint-Leonard - D779bis à 97,5 km: Vannes, Séné
- Sur 7 km, de la sortie 25 jusqu'à la sortie 28. Traversée de la périphérie de Vannes.
- 26 Liziec - N166  Échangeur entre RN165 et RN166 à 101 km : Séné, Rennes, Saint-Malo, Redon, Ploërmel, Saint-Avé
- 27 Ménimur - D 767 à 104 km : Vannes, Saint-Avé, Meucon, Pontivy, Saint-Brieuc
- 28 Fourchêne - D 779 à 106 km : Vannes, Plescop, Grand-Champ, Arradon, Île-aux-Moines
- Fin de la traversée de la périphérie de Vannes.
- Entrée depuis Luscanen vers Brest
- 29 Ploëren - D 127 à 111 km : Ploeren, Arradon, Baden, Larmor-Baden
- 30 Kenyah - D 101E à 114 km : Plougoumelen
- Aire de service Plougoumelen (sens Brest-Nantes)
- 31 Pluneret - D765 à 119 km : Pluneret, Auray-Saint Goustan, Sainte-Anne-d'Auray, Le Bono, Baden
- Aire de repos de Saint-Goustan (sens  Nantes-Brest)
- Pont de Saint-Goustan sur  la Rivière d'Auray.
- 32 Poulben - D 28 à 121 km : Auray-Centre, Crach, Saint-Philibert, La Trinité-sur-Mer, Locmariaquer
- 33 Kerbois - D 768 à 123 km : Auray-PA, Carnac, La Trinité-sur-Mer, Quiberon, Étel
- 34 Kerstran - D768 à 126 km : Auray-La Gare, Brech, Pluvigner, Pontivy
- 36 Poulvern - D16 à 133 km : Landaul, Pluvigner, Locoal-Mendon, Belz
- 36.1 Mané-Gouélo - D765 à 135 km (depuis et vers Nantes) : Landévant
- 37 Mané-Cramping - D 33 à 138 km : Landévant, Brandérion, Nostang
- 38 Boul Sapin - D158 à 143 km : Brandérion  Aire de service de Boul Sapin (dans les deux sens)
- 39 Pré aux Étangs - N24  Échangeur entre RN165 et RN24 à 147 km : Saint-Brieuc Rennes, Dinan, Languidic, Baud, Pontivy, Hennebont-Est
- 40 Locoyarne - D781 à 149 km : Hennebont, Port-Louis, Kervignac
- Pont de Locoyarn sur  le Blavet.
- Sur 7 km, après le Pont de Locoyarn jusqu'à la sortie 43. Traversée de la périphérie de Lorient.
- 41 Toul Douar - D 724 à 152 km (depuis Lorient et sens Nantes - Lorient) : Hennebont, Inzinzac-Lochrist
- 42 Échangeur de Caudan - D 769 à 155 km : Lanester, Caudan, Plouay, Morlaix, Parc des expositions
- 43 Kerdual - D 465  Échangeur entre N165 et D465 à 156 et 158 km : Lorient, Larmor-Plage, Île de Groix + Pont sur  le Scorff.
- Fin de traversée de la périphérie de Lorient.
- 44 Le Mourillon - D 163 à 161 km : Quéven, Pont-Scorff, Ploemeur, Aéroport de Lorient Bretagne Sud
- 45 Pen ar Mené - D 306 à 165 km : Gestel, Pont-Scorff, Guidel
- Aire de service de Kerfleury (dans les deux sens) à 167 km
- Passage du département du Morbihan à celui du Finistère (Penn ar Bed en breton)
- 46 Kerfleury - D765 à 171 km : Quimperlé, Rédené
- Viaduc sur  la Laïta.
- 47 Kergostiou - D16 à 175 km (depuis et vers Nantes) : Quimperlé, Moëlan-sur-Mer, Clohars-Carnoët
- 48 Kervidanou - D783 à 178 km : Quimperlé, Riec-sur-Bélon
- 49 Kerandéau - D4 à 187 km : Bannalec, Pont-Aven, Riec-sur-Bélon, Moëlan-sur-Mer
- Viaduc sur  l'Aven.
- 50 Kerampaou - D24 à 194 km : Rosporden, Melgven, Pont-Aven
- 51 Coat Conq - D70 à 202 km : Melgven, Concarneau, La Forêt-Fouesnant, Fouesnant, Bénodet
- Aire de service Bois de Pleuven (sens Brest-Nantes)
- 52 Troyalac'h - D365  Échangeur entre N165 et D365 à 213 km : Quimper, Rosporden, Pont-l'Abbé, Saint-Évarzec
- 53 Roullienn - D15 à 217 km : Ergué-Gabéric, Coray
- Pont sur  l'Odet.
- 54 Al Loc'h - D783 à 220 km : Quimper, Zone commerciale de Gourvily
- 55 Gourvily à 221 km (depuis et vers Brest)
- 56 Parc Poulic - D770  Échangeur entre N165 et D100 à 222 km : Quimper-Nord, Locronan, Pont-l'Abbé, Douarnenez, Audierne, Briec (Par D 770), Parc des expositions Penvillers
- 57 Kerlaz - D61 à 231 km : Briec, Landrévarzec
- 58 Les Trois Croix - D785 à 233 km (de et vers Nantes) : Pleyben, Morlaix
- 59 Ti Hemon - D41 à 238 km : Châteaulin, Gouézec, Lothey
- Viaduc sur  le Canal de Nantes à Brest, l'Aulne.
- 60 Ar Pouilhod - N164  Échangeur entre N165, N164 et D887 à 244 km : Châteaulin, Crozon, Pleyben, Carhaix-Plouguer, Morlaix, Rennes
- 61 Ti Raden - D770 à 246 km : Châteaulin, Pont-de-Buis-lès-Quimerch, Douarnenez
- Aire de repos de Pont-de-Buis-lès-Quimerch (sens  Nantes-Brest) à 249 km
- Viaduc sur  le confluent de l'Aulne -  la Douffine.
- 62 Kergaerig à 251 km : Pont-de-Buis-lès-Quimerch, Poudrerie Nobelsport
- 63 Kiella - D42 à 258 km : Le Faou, Crozon, Pont-de-Buis-lès-Quimerch
- 64 Pontaol - D18 à 260 et 261 km : Hanvec, Sizun, Landivisiau, Roscoff +  65 Boudourec - D770 à 261 km (depuis Nantes) : L'Hôpital-Camfrout, Logonna-Daoulas
- 66 D770 - Kernevez à 269 km : Daoulas, Landerneau
- Virages de Dirinon sur 1 km
- 67 La Grange à 270 km : Dirinon
- 68 Ar C'hoadig à 273 km : Loperhet, Dirinon
- 69 Kervenal - D29 à 276 km : Plougastel-Daoulas, Landerneau
- à 277 km. Jusqu'à  72 Kergleuz
- 70 Roc'h Kerezen - D33a à 278 km : Plougastel-Daoulas, Presqu'île de Plougastel
- 71 Keraliou à 279 km (depuis et vers Brest) : Pont Albert-Louppe + section autorisée aux tracteurs jusqu'à  72 Kergleuz
- Pont de l'Iroise sur  l'Élorn.
- 72 Kergleuz  Échangeur entre D165 (N165) et N265 (rocade de Brest) à 281 km : Rennes, Morlaix, Le Relecq-Kerhuon, Brest-Nord, Brest-Ouest (Rocade-Est de Brest)
  - La traversée de l'échangeur s'effectue en 2x1 voies séparées en courbe, tandis que les voies de droites bifurquent vers le  Carrefour giratoire de Kergleuz
  - La RN165 devient la RD165 et sert de pénétrante sud de Brest
  -  retour en section à 2x2 voies jusqu'à Brest
  -  jusqu'à  Le Vieux Saint-Marc
- Costour : Océanopolis, Le Relecq-Kerhuon-Ouest, Brest-Est, Parc relais tramway Strasbourg
- Le Moulin-Blanc / Ar Vilin Wenn (sortie depuis Brest seulement) : Moulin-Blanc
- Le Vieux Saint-Marc (sortie depuis Brest seulement) : Moulin-Blanc, Océanopolis à 117,5 km
  - En venant de l'autre sens, il possible de prendre la sortie  [Rue Alain Colas] en faisant demi-tour au  Carrefour giratoire des Foulques 500 mètres plus loin.
  -  entre  [Rue Alain Colas] et  Carrefour giratoire des Foulques
- Aire de service du Vieux Saint-Marc (sens Brest-Nantes) à 117,7 km
- Carrefour giratoire entre D165, Port de Brest et Route du Vieux Saint-Marc (Brest-centre) : Les Foulques, Entrée dans la ville de Brest

## Ancien tracé de Nantes à Quimper
L'actuelle RN 165 est en voie express. Les anciennes sections ont été déclassées en RD 965 en Loire-Atlantique et RD 765 dans le Morbihan et le Finistère.
Les communes reliées sont :
- Nantes (km 0)
- Carrefour giratoire entre Route de Vannes (ancienne N 165) et N 844 (porte de Sautron) à Orvault
- Sautron - D 965
- Saint-Étienne-de-Montluc
- Le Temple-de-Bretagne - D 965
- Carrefour giratoire entre D 965, N 171 (Saint-Nazaire ou Blain, Bouvron, Laval) et D 3 (Savenay ou Plessé) : La Moëre près de Savenay (km 35)
- Pontchâteau - D 965 (km 49)
- Missillac
- La Roche-Bernard - D 765 (km 74)
- Pont de La Roche-Bernard sur la Vilaine
- Carrefour giratoire entre D 765, D 774 (Marzan, Péaule) et RN 165
- Muzillac - D 20 (km 85)
- La Trinité-Surzur - D 765 (km 98)
- Theix (km 103)
- Vannes - D 779bis (km 120)
- Carrefour giratoire entre N 165, D 17b (Sainte-Anne-d'Auray) et D 765 : Kergoho (Pluneret)
- Carrefour giratoire entre D 765, D 17 (Sainte-Anne-d'Auray, Pluneret) et D 101 (Le Bono, Baden) : Branhoc (Pluneret)
- Auray - D 765 (km 137)
- Landévant - D 765 (km 151)
- Brandérion - D 765 (km 154)
- échangeur avec la RN24 (intersection)
- Hennebont - D 724 (km 166)
- Carrefour giratoire entre D 724, D 326 (Port-Louis), D 769 (Morlaix, Plouay), N 165 et Zones industrielles : Échangeur de Caudan
- Lanester - D 724 (km 170)
- Pont Saint-Christophe sur le Scorff
- Lorient - D 724 (km 173)
- Carrefour giratoire entre D 765, N 165 (Lorient) et D 163 (Ploemeur, Quéven) : Saint-Nicodème, commune de Quéven
- Carrefour giratoire entre D 765 et D 306 (N 165, Gestel et Pont-Scorff ou Guidel) : Les Cinq Chemins, commune de Guidel
- Quimperlé - D 765 (km 191)
- Mellac - D 765
- Section de dépassement sur 2 km
- Bannalec - D 765
- Carrefour giratoire entre D 765 et D 4 (Pont-Aven, Riec-sur-Bélon ou Scaër)
- Carrefour giratoire entre D 765 et D 782 (Scaër, Gourin) à l'entrée de Rosporden
- Rosporden - D 765 (km 216)
- Carrefour giratoire entre D 765, D 70 (Concarneau)/D 24 (Pont-Aven) et D 36 (Coray, Châteauneuf-du-Faou)/D 150 (Elliant) à la sortie de Rosporden
- Saint-Yvi - D 765
- Carrefour giratoire entre D 765, N 165 (échangeur de Troyalac'h), D 365 et Saint-Evarzec : Troyalac'h
- Quimper (km 236) : Route de Rosporden

## Ancien tracé de Quimper à Audierne
- Quimper (Route de Rosporden, avenues de la Libération et de la Gare, rue du Parc, route de Douarnenez)
- Carrefour giratoire entre D100 (vers N165) et D784 (Audierne, Pont-l'Abbé)
- Section de dépassement à Beg ar Duchen (Plonéis), 2km
- Carrefour giratoire entre D 765, D 56 (Pont-L'Abbé, Pluguffan ou Guengat) et Plonéis
- Plonéis (contournement ouvert en 1996)
- Gourlizon, Plonéis (de Quimper et vers les deux sens)
- Un avion de type Super Constellation Lockeed est exposé au bord de la route RD765 entre Quimper et Douarnenez dans la commune du Juch à l'emplacement de la discothèque Le Moulin depuis 1976[7]. Carrefour giratoire entre D 765 et D 43 (Gourlizon, Pouldergat, Pont-Croix) : Bellevue, commune de Gourlizon (inauguré en 2016)

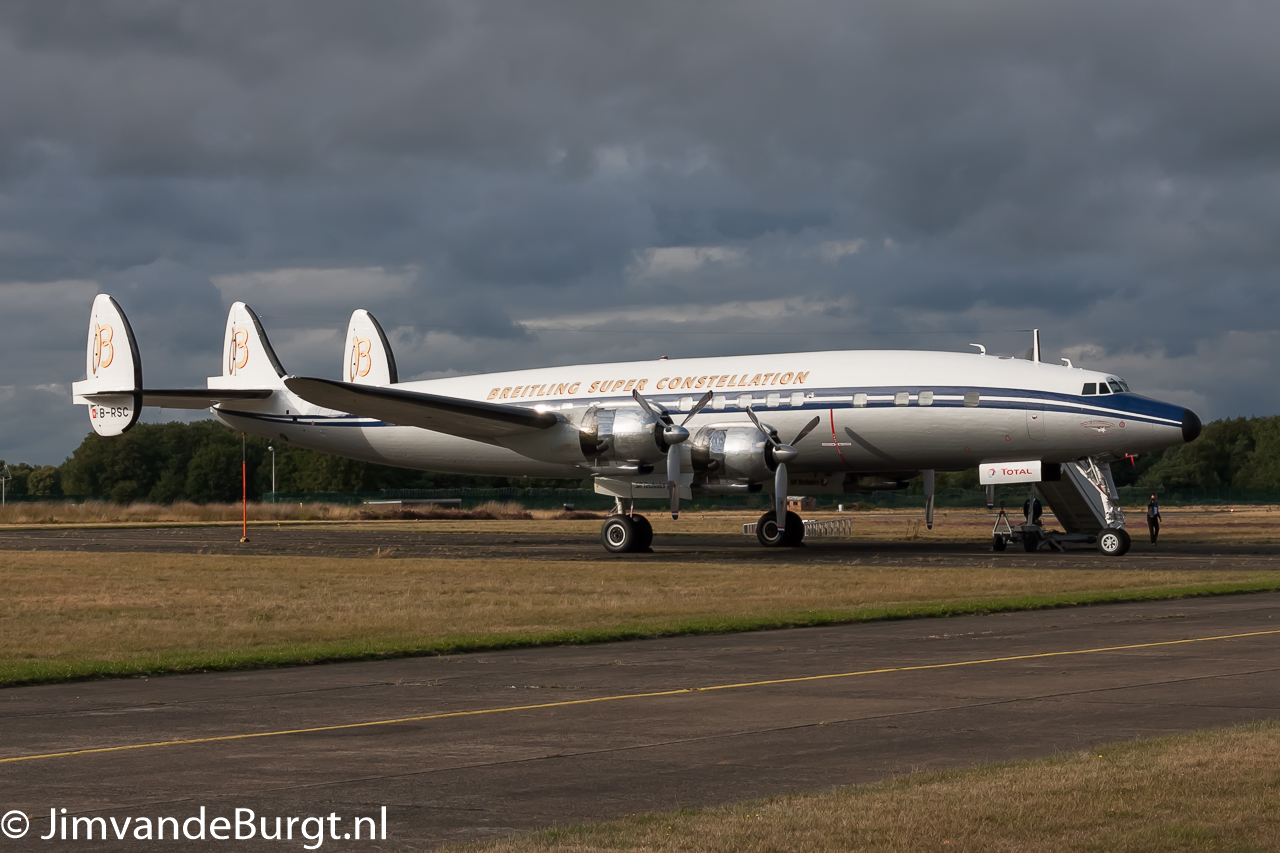
Un avion de type Super Constellation Lockeed est exposé au bord de la route RD765 entre Quimper et Douarnenez dans la commune du Juch à l'emplacement de la discothèque Le Moulin depuis 1976.

- Section de dépassement entre Le Merdy et Crois Kerloc'h (Le Juch), 2km
- Douarnenez, intersection avec la D7 (Locronan, Kerlaz, Châteaulin, Brest ou Poullan-sur-Mer, Pointe du Van)
- Carrefour giratoire entre D 765 et D 43 (Quimper, Pouldergat) : La Carrière, commune de Poullan-sur-Mer (inauguré en 2018)
- Confort-Meilars
- Pont-Croix
- Audierne,  Carrefour giratoire entre D765 et D784 : Libération

## Lieux sensibles
La section après l'échangeur de la Moëre qui fait la jonction de la RN 165 venant de Vannes et de la RN 171 venant de Saint-Nazaire - La Baule en direction de Nantes est sujette aux ralentissements récurrents (jusqu'aux portes de Nantes) les matins et fins d'après-midi et tous les week-ends, notamment l'été.
La Boucle de Sautron, partie de la RN 165 qui évite Sautron par le sud, ne comprend aucune sortie sur 10 km, ce qui, en cas d'accident, engendre un bouchon de près de 10 km, obligeant les usagers qui roulent avant la boucle à sortir vers Sautron et à affluer massivement sur les départementales étroites et pentues traversant la vallée du Gesvre vers Vigneux-de-Bretagne et Saint-Étienne-de-Montluc.
En heures de pointe, la circulation est difficile durant la traversée de Vannes entre Auray et Theix, et de Lorient entre la RN24 et Quéven. Les sorties 52 (Troyalac'h) et 53 (Rouillen) près de Quimper en venant de Brest sont saturées en heures de pointe avec des remontées de file.
Le pont de l'Iroise situé à l'entrée de Brest entre Plougastel-Daoulas et Le Relecq-Kerhuon voit défiler en moyenne 48 000 véhicules par jour, ce qui cause des bouchons en heures de pointe le matin et le soir, surtout le vendredi soir dans le sens Brest-Quimper, en raison de départs en week-end combinés à la fin de journée. En juin 2018, la vitesse à Plougastel-Daoulas a été abaissée à 90 km/h pour cette raison.